# مسیحی‌سازی اسکاندیناوی
مسیحی‌سازی اسکاندیناوی، و همچنین سایر کشورهای شمال اروپا و کشورهای بالتیک، بین قرن ۸ و ۱۲ میلادی اتفاق افتاد. قلمروهای دانمارک، نروژ و سوئد به ترتیب در سال‌های ۱۱۰۴، ۱۱۵۴ و ۱۱۶۴، اسقف‌نشین‌های خود را تأسیس کردند که مستقیماً در برابر پاپ مسئول بودند. گرویدن به مسیحیت مردم اسکاندیناوی نیازمند زمان بیشتری بود، زیرا برای ایجاد شبکه‌ای از کلیساها تلاش‌های بیشتری لازم بود. سامی‌ها تا قرن هجدهم تغییر دین نیافته بودند. تحقیقات باستان‌شناسی جدیدتر نشان می‌دهد که در قرن نهم مسیحیان در یوتالاند وجود داشته‌اند. همچنین اعتقاد بر این است که مسیحیت از جنوب غربی آمده و به سمت شمال حرکت کرده‌است.
دانمارک همچنین اولین کشور اسکاندیناوی بود که مسیحی شد، همان‌طور که هارالد بلوتوث در حدود سال ۹۷۵ پس از میلاد این را اعلام کرد و سنگ بزرگتر از دو سنگ یلینگ را ساخت. قدیمی‌ترین کلیسایی که هنوز وجود دارد که از سنگ ساخته شده‌است، کلیسای صلیب مقدس دالبی است که مربوط به حدود سال ۱۰۴۰ پس از میلاد است، واقع در اسکانیا (اسکونه) که در آن زمان بخشی از دانمارک بود.
اگرچه اسکاندیناویایی‌ها اسماً مسیحی شدند، اما زمان زیادی طول کشید تا باورهای واقعی مسیحی در برخی مناطق خود را در میان مردم تثبیت کند، در حالی که در مناطق دیگر مردم قبل از پادشاه مسیحی شده بودند. سنت‌های بومی قدیمی که امنیت و ساختار را فراهم می‌کردند، با ایده‌های ناآشنا، مانند گناه نخستین، تجسم، و تثلیث به چالش کشیده شدند. کاوش‌های باستان‌شناسی در محل‌های دفن در جزیره لوون در نزدیکی استکهلم امروزی نشان داده‌اند که مسیحی‌شدن واقعی مردم بسیار کند بوده و حداقل ۱۵۰ تا ۲۰۰ سال طول کشیده‌است، و این مکان بسیار مرکزی در پادشاهی سوئد بوده‌است. کتیبه‌های رونیک قرن سیزدهمی از شهر تجاری برگن در نروژ تأثیر کمی از مسیحیت را نشان می‌دهند و یکی از آنها به یک والکری متوسل می‌شود.
در طول قرون وسطای آغازین، پاپ هنوز خود را به عنوان مرجع مرکزی کاتولیک رومی نشان نداده بود، به طوری که گونه‌های منطقه‌ای مسیحیت می‌توانست توسعه یابد. از آنجایی که تصویر «مسیح پیروز» اغلب در هنر اولیه آلمانی ظاهر می‌شود، محققان پیشنهاد کرده‌اند که مبلغان مسیحی، مسیح را به عنوان «شخصیت قدرت و شانس» معرفی کردند و احتمالاً کتاب مکاشفه، که مسیح را به عنوان پیروز بر شیطان معرفی می‌کند، نقش اصلی در گسترش مسیحیت در میان وایکینگ‌ها را ایفا کرده‌است.